# 민우씨 오는 날
"민우씨 오는 날"(Awaiting)은 한국에서 제작된 강제규 감독의 2014년 드라마 영화이다. 문채원 등이 주연으로 출연하였고 강제규 등이 제작에 참여하였다.

## 출연

### 주연
- 문채원
- 고수
- 손숙

### 조연
- 유호정
- 윤다훈
- 김수로
- 이시유
- 국지연
- 최규환
- 이주연

## 기타
- 프로듀서: 박경원
- 제작부장: 오종환
- 제작부: 윤주한
- 제작지원: 장한얼
- 제작지원: 이원근
- 제작지원: 김후중
- 제작회계: 김윤아
- 라인프로듀서: 전필도
- 라인프로듀서: 양수정
- 촬영부: 김지현
- 촬영부: 박보근
- 촬영부: 조동헌
- 촬영부: 박휴종
- 촬영부: 윤석조
- 촬영부: 김기준
- 촬영부: 정재영
- 촬영부: 고광명
- 촬영부: 조대원
- 촬영부: 고성윤
- 조명: 장태현
- 조명부: 오석필
- 조명부: 정익중
- 조명부: 신정훈
- 조명부: 김영근
- 연출부: 박진석
- 연출부: 박예주
- 연출부: 박예주
- 스크립터: 김건
- 조감독: 성홍주
- 음향편집: 최은아
- 음향편집: 김민정
- 음향편집: 문철우
- 음향편집: 이정호
- 음향효과: 홍윤성
- 음향효과: 문재홍
- 음향효과: 조민경
- 음향효과: 김은정
- 붐오퍼레이터: 최재영
- 붐어시스턴트: 박형서
- 사운드: 김석원
- 현장녹음: 이태규
- 음악지원: 이정은
- 음악지원: 신진아
- 작곡: Hanclef
- 미술: 김주형
- 미술팀장: 신미선
- 시각효과: 장성호
- 시각효과: 박영수
- 시각효과: 김철민
- 특수의상: 설용근
- 특수의상: 이윤정
- 특수의상: 설유림
- 특수의상: 문차종
- 타이틀: 정명화
- 타이틀: 구대성
- 타이틀: 정유진
- 타이틀디자인: 공병각
- 분장: 강내현
- 분장: 김미현
- 분장: 오윤희
- 분장-헤어: 차지연
- 분장-헤어: 한은경
- 헤어: 심성은
- 헤어: 박지수
- 의상: 김정원
- 현장편집: 최경희
- 편집보: 이윤희
- 편집보: 한언재
- DI: 김열회
- 경영지원팀장: 박창주
- 경영재무팀장: 임선정
- 기획부: 김윤아
- 스토리보드: 김건
- 그립팀: 윤종운
- 그립팀: 김성오
- 발전차: 이종원
- 발전차: 김주훈
- 미술실장: 나송이
- 소품사진: 김종훈
- 소품사진: 위영주
- 소품사진: 김다미
- 의상실장: 유지연
- 의상팀장: 최성희
- 시각효과부문: 장원익
- 시각효과부문: 김미혜
- 시각효과부문: 이효진
- 시각효과부문: 나성국
- 시각효과부문: 박세준
- 시각효과부문: 권동설
- 시각효과부문: 심정하
- 시각효과부문: 김진규
- 시각효과부문: 김기범
- 시각효과부문: 이종혁
- 시각효과부문: 박효진
- 시각효과부문: 이숙향
- 시각효과부문: 김효진
- 디지털색보정부문: 박미란
- 디지털색보정부문: 최현석
- 디지털색보정부문: 김동혁
- 디지털색보정부문: 서민부
- 디지털색보정부문: 주영견
- 디지털색보정부문: 최우진
- 디지털색보정부문: 최은석
- 디지털색보정부문: 신정은
- 디지털색보정부문: 이재훈
- 디지털색보정부문: 김경호
- 디지털색보정부문: 강경일
- 디지털색보정부문: 김태화
- 디지털색보정부문: 박상문
- 디지털색보정부문: 박태일
- 디지털색보정부문: 송보경
- 디지털색보정부문: 임정주
- 촬영장비: 기은정
- 촬영장비: 구태진
- 촬영장비: 임준우
- 조명장비: 오석필
- 조명장비: 강동식
- 소품차량: 오수욱
- 현장사진: 이상태
- 현장사진: 장성진
- 중국어번역: 무소리
- 중국어번역감수: 이수창
- 영문번역: 연다영
- 매니저부문: 김민숙
- 매니저부문: 이혁진
- 매니저부문: 김희수
- 매니저부문: 정광수
- 매니저부문: 손석우
- 매니저부문: 유형석
- 매니저부문: 강정우
- 매니저부문: 차태문
- 매니저부문: 남소영
- 매니저부문: 고기성
- 매니저부문: 양진호
- 매니저부문: 조석진
- 매니저부문: 박현배
- 매니저부문: 김태균
- 매니저부문: 이준용
- 보조출연: 김경태
- 보조출연: 권유준
- 보험: 오영준
- 렉카: 우금호